# Groutiella elimbata
Groutiella elimbata là một loài rêu trong họ Orthotrichaceae. Loài này được (Thér.) O'Shea mô tả khoa học đầu tiên năm 1995.